# روجر يوهانسون
روجر يوهانسون (بالسويدية: Roger Johansson)‏ هو لاعب هوكي الجليد سويدي، ولد في 17 أبريل 1967 في Ljungby ‏ في السويد.

## وصلات خارجية
- روجر يوهانسون على موقع دوري الهوكي الوطني (الإنجليزية)
- روجر يوهانسون على موقع قاعة مشاهير الهوكي (لاعب أن.إتش.أل) (الإنجليزية)
- روجر يوهانسون على موقع EliteProspects.com (الإنجليزية)
- روجر يوهانسون على موقع Eurohockey.com (الإنجليزية)
- روجر يوهانسون على موقع HockeyDB.com (الإنجليزية)
- روجر يوهانسون على موقع Hockey-Reference.com (الإنجليزية)
- روجر يوهانسون على موقع أوليمبيديا (الإنجليزية)
- روجر يوهانسون على موقع اللجنة الأولمبية السويدية (السويدية)